# Cavanillesia platanifolia
Cavanillesia platanifolia é uma espécie de angiospérmica da família Bombacaceae. Pode ser encontrada nos seguintes países:  Colômbia, Costa Rica, Nicaragua, Panamá e Peru. Está ameaçada por perda de habitat. A sua madeira não possui potencial e o seu peso específico é baixo.

## Morfologia
É uma espécie arbórea, com tronco tendencialmente de maior diâmetro na sua base. No tronco, podem-se observar anéis, a distâncias regulares. A ramificação começa já a uma altura relativa apreciável. O frutos possuem uma coloração rosa alaranjado, e lateralmente saem estruturas semicirculares que facilitam a dispersão após o fruto se destacar da árvore.

## Ecologia
Os frutos apresentam mucilagem que lhes permite ganhar vantagem competitiva, através de uma germinação rápida quando ocorrem as primeiras chuvas.

## Designações
De onde são nativas, são denominadas por cuipo e quipo

## Conservação
Apesar de ter o estatuto de Não Ameaçada, pela IUCN, a população colombiana tem o estatuto de Ameaçada.